# One Life (Film)
One Life ist ein Filmdrama von James Hawes. Der Film erzählt die Geschichte von Nicholas Winton, der kurz vor Beginn des Zweiten Weltkriegs die Rettung von 669 jüdischen Kindern aus der Tschechoslowakei organisierte. Das Drehbuch basiert auf einer Biografie von Wintons Tochter Barbara über ihren Vater. In One Life wird er als über Siebzigjähriger von Anthony Hopkins und als jüngerer Mann von Johnny Flynn gespielt. Der Film feierte im September 2023 beim Toronto International Film Festival seine Premiere. Anfang Januar 2024 brachte Warner Bros Pictures den Film in die Kinos im Vereinigten Königreich. Der Kinostart in Deutschland erfolgte Ende März 2024.

## Handlung
Als der 29-jährige Londoner Börsenmakler Nicholas Winton im Jahr 1938, nur wenige Wochen nach der Vereinbarung des Münchner Abkommens, die Tschechoslowakei besucht, trifft er in Prag auf Familien, die wegen des Nationalsozialismus aus Deutschland und Österreich geflohen waren, in ärmsten Verhältnissen leben, kaum oder gar keine Unterkunft und Nahrung haben und den Einmarsch der Deutschen befürchten müssen. Dort wird er Doreen Warriner vorgestellt, der Leiterin des Prager Büros des Britischen Komitees für Flüchtlinge aus der Tschechoslowakei (BCRC), und beschließt, von den Bedingungen in den Flüchtlingslagern entsetzt, sich selbst für die Rettung jüdischer Kinder einzusetzen. Tatkräftig von seiner Mutter Babette unterstützt, selbst eine deutsch-jüdische Migrantin, die inzwischen zur Kirche von England konvertiert ist, überwindet er bürokratische Hürden, sammelt Spenden und sucht Pflegefamilien für die nach England geholten Kinder. Viele von ihnen sind Juden, denen unmittelbar die Deportation droht. Ein Wettlauf gegen die Zeit beginnt, da unklar ist, wie lange die Grenzen noch offen sind.

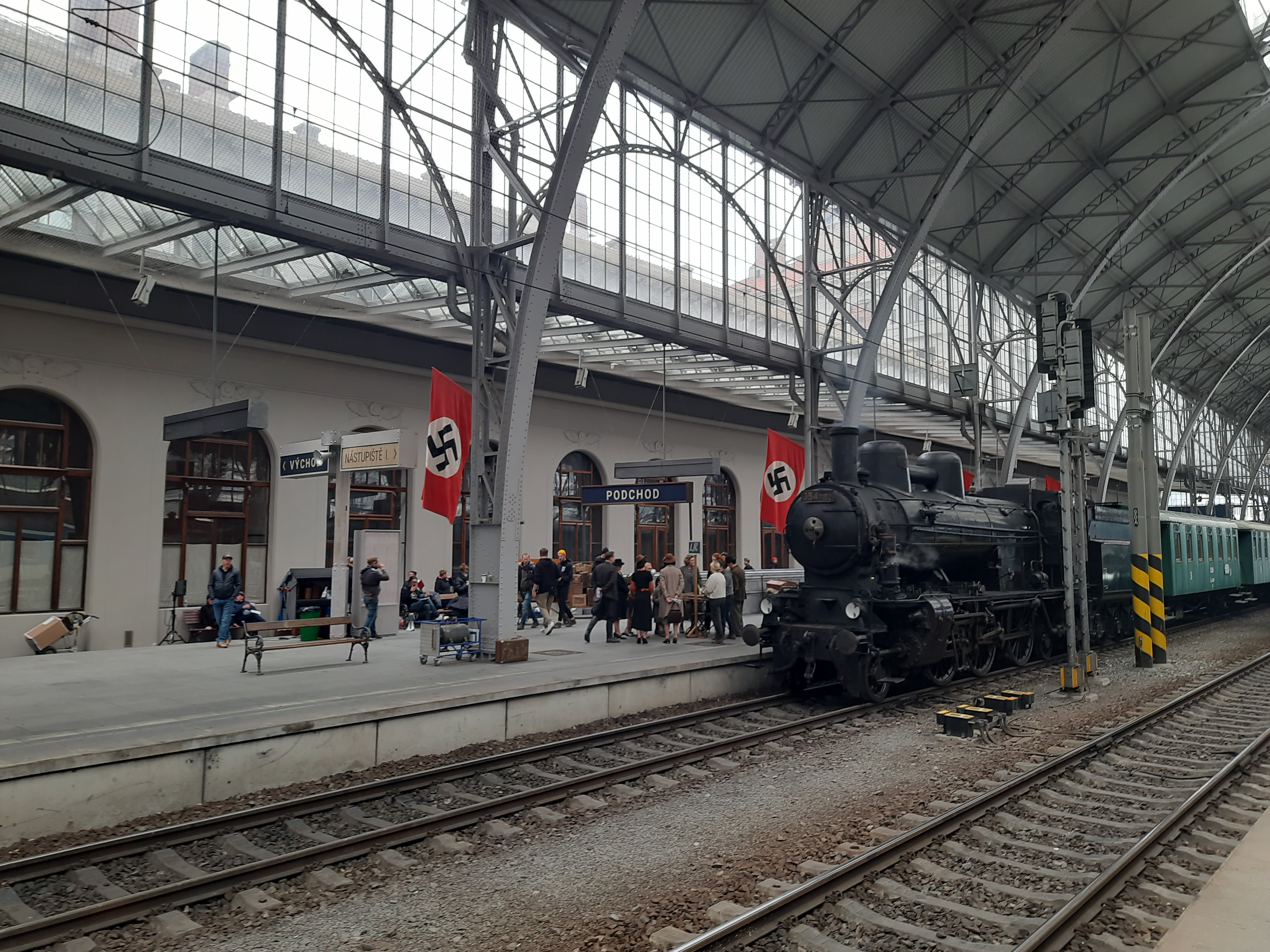
Der Hauptbahnhof von Prag war einer der Drehorte des Films

Fünfzig Jahre später, an Weihnachten im Jahr 1988 als Nicholas fast achtzig ist, beseitigt er ein wenig die Unordnung in seinem Büro, worum ihn seine Frau Grete gebeten hat. Er findet seine alten Unterlagen, in denen er seine Arbeit für das BCRC festgehalten hat, mit Fotos und Listen der Kinder, die sie in Sicherheit gebracht haben oder bringen wollten. Nicholas macht sich immer noch Vorwürfe, weil er nicht mehr retten konnte. Beim Mittagessen mit seinem alten Freund Martin überlegt sich Nicholas, was er mit den ganzen Unterlagen anfangen soll. Er erwägt, sie einem Holocaust-Museum zu spenden, weil er gleichzeitig aber auch ein wenig Aufmerksamkeit auf die aktuelle Notlage der Flüchtlinge lenken will, lässt er dies.
Die Unterlagen landen in den Händen des Produktionsteams von That's Life!, eine von der BBC produzierte TV-Show mit Moderatorin Esther Rantzen. Nicholas wird in die Sendung eingeladen und gebeten, sich ins Publikum zu setzen, angeblich nur, um die Echtheit der Dokumente zu bestätigen. That’s Life überrascht Nicholas, indem sie eine Frau in die Sendung eingeladen haben, die er als Kind gerettet hatte. Ihr Name ist Vera Gissing. Nach der Show unterhalten sie sich, und Vera erzählt ihm, wie es ihr und ihrer Schwester damals ergangen ist. Nach der Sendung melden sich weitere Menschen, die Nicholas ihr Leben zu verdanken haben. Er wird daher ein weiteres Mal in die Sendung eingeladen. Als die Moderatorin alle Anwesenden im Publikum bittet aufzustehen, die heute ohne seine Hilfe nicht hier wären, bleibt niemand sitzen.
Einige Zeit später kommt Vera mit ihrer ganzen Familie bei Nicholas zu Hause zu Besuch. Er hat selbst für sie gekocht und eine kleine Gartenparty vorbereitet. Veras Enkelsohn springt in seinen Pool. Schon in Prag hatten sie darüber gesprochen, dass sie beide gerne schwimmen. Vera ist überrascht, dass Nicholas dies noch weiß.

## Biografisches
Der Brite Sir Nicholas „Nicky“ Winton organisierte kurz vor Beginn des Zweiten Weltkriegs die Rettung von 669 Kindern jüdischen Glaubens oder Herkunft aus der Tschechoslowakei vor dem Holocaust. Der Großteil davon waren Kinder aus Familien jüdischer Flüchtlinge aus Deutschland und Österreich, denen man in der Tschechoslowakei Asyl gewährte. Nachdem Winton kurz vor Weihnachten 1938 einen Anruf von seinem guten Freund Martin Blake erhalten hatte, der wie er selbst Mitglied der Labour-Partei war, und dieser ihn nach Prag einlud und ihm dort  die Leiterin des Prager Büros des Britischen Komitees für Flüchtlinge aus der Tschechoslowakei (BCRC) Doreen Warriner vorstellte, erklärte er seine Bereitschaft, sich an der Rettung von Kindern zu beteiligen. Gemeinsam mit seiner Mutter Babette überwand er bürokratische Hürden, suchte britische Pflegefamilien für die Kinder und sammelte Geld.

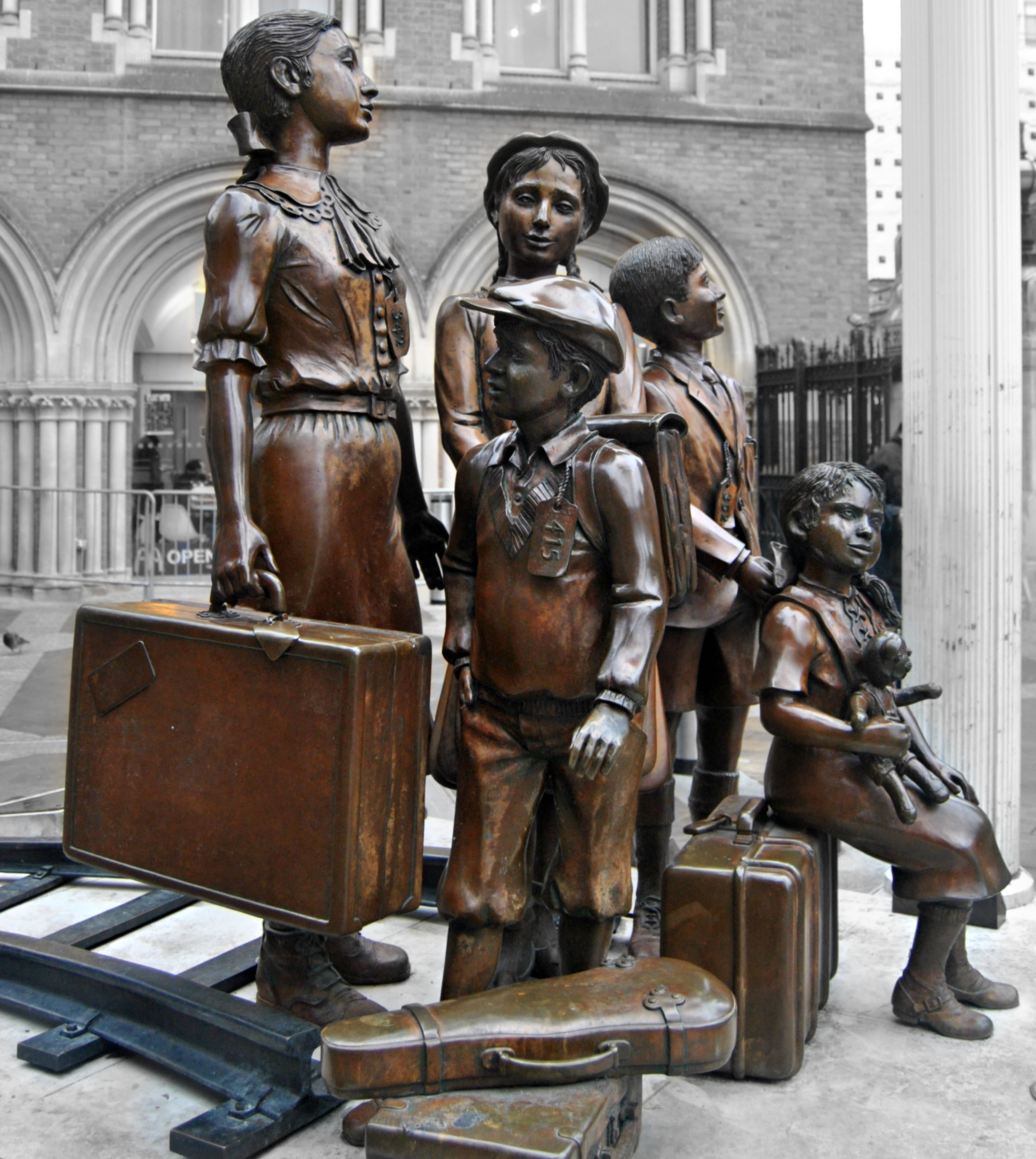
Eine Bronzeskulptur in der Londoner Hope Square in Erinnerung an die „Kindertransporte“

Der Begriff „Kindertransport“ wird im Englischen sowohl für die groß angelegten Transporte von meist jüdischen Kindern aus Österreich und Deutschland in die Sicherheit im Vereinigten Königreich in den Jahren 1938 und 1939 verwendet, als auch für die von Winton, Trevor Chadwick und anderen Freiwilligen aus Prag und London organisierte Rettung von in die Tschechoslowakei geflohenen Kindern.
Winton, der selbst jüdischer Abstammung war, wurde häufig als „britischer Schindler“ bezeichnet. Im Jahr 2014 verfasste die Tochter Barbara Winton die Biografie über ihn mit dem Titel If it’s Not Impossible…: The Life of Sir Nicholas Winton. Im darauffolgenden Jahr starb ihr Vater im Alter von 106 Jahren. Barbara Winton selbst wirkte an dem Film One Life mit, starb jedoch im September 2022 während der Dreharbeiten.
Wintons Lebensgeschichte wurde bereits mehrfach verfilmt. So drehte der slowakische Filmemacher Matej Mináč einen Dokumentarfilm mit dem Titel Nicholas Winton – The Power of Good. Auch in dem 2011 erschienenen Film Sir Nicky – Held wider Willen, bei dem Mináč abermals Regie führte, geht es um Winton.

## Produktion

### Filmstab und Aufbau
Regie führte James Hawes. In der Vergangenheit führte Hawes bei einer Vielzahl von Fernsehfilmen und -serien Regie. Für seine Arbeit an dem Film Enid wurde er 2010 im Rahmen der BAFTA-Awards nominiert. Das Drehbuch für One Life schrieben Lucinda Coxon und Nick Drake, basierend auf Barbara Wintons Biografie über ihren Vater.
Der Titel des Films bezieht sich auf das hebräische Sprichwort „Wer ein Leben rettet, rettet die ganze Welt“. Das Zitat aus dem Talmud wurde bereits in dem Film Schindlers Liste verwendet. Im Abspann von One Life sieht man den echten Winton, der von Königin Elisabeth II. für seine Verdienste um die Menschlichkeit zum Ritter geschlagen wird, und erfährt, was mit Trevor Chadwick und Doreen Warriner während und nach dem Krieg passierte.

### Besetzung und Dreharbeiten
Der zweifache Oscar-Preisträger Anthony Hopkins spielt in der Hauptrolle Nicholas Winton. Als jüngerer Mann wird dieser von dem als Sänger bekanntgewordenen Briten Johnny Flynn gespielt. Helena Bonham Carter, die die Mutter des jungen Nicholas Babette Winton verkörpert, spielte bereits in Hawes’ Enid die Hauptrolle. Romola Garai und Alex Sharp spielen Doreen Warriner und Trevor Chadwick, die für das BCRC tätig waren. Juliana Moska spielt Hana Hejdukova, ebenfalls eine Mitarbeiterin des BCRC. Lena Olin spielt Grete, die dänische Ehefrau des gealterten Nicholas, und Ffion Jolly in einer kurzen Szene ihre gemeinsame Tochter Barbara, die seine Biografie schrieb. Samantha Spiro spielt Esther Rantzen, die Moderatorin der TV-Show That’s Life! der BBC, in deren Sendung sich Winton wiederfindet. Henrietta Garden spielt Vera Gissing, die man in der Sendung neben ihm platziert und ihn am Ende des Films mit ihrer Familie zuhause besucht. Als Mädchen, als Vera noch den Namen Diamontova trägt, wird sie von Frantiska Polakova gespielt. In einer weiteren Rolle ist Jonathan Pryce als Wintons alter Freund Martin Blake zu sehen. Mit ihm stand Hopkins bereits für Die zwei Päpste von Fernando Meirelles vor der Kamera. Als junger Mann wird Blake von Ziggy Heath gespielt. Samuel Finzi spielt Rabbi Hertz, der Winton in Prag im Vertrauen auf seine guten Absichten die Daten von jüdischen Familien in der Stadt gibt. Michael Gould spielt Mr. Leadbetter, der dem jungen Nicholas Winton und seiner Mutter hilft, das Aufnahmeverfahren für Flüchtlinge zu beschleunigen. Marthe Keller spielt Betty Maxwell, die Ehefrau des in der Tschechoslowakei geborenen Verlegers Robert Maxwell, der der gealterte Winton das Buch mit den Fotos der Kinder und den Adressen ihrer Pflegefamilien anvertraut.
Der britische Kameramann Zac Nicholson war zuletzt für das Filmdrama David Copperfield – Einmal Reichtum und zurück von  Armando Iannucci, die Tragikomödie Die Misswahl – Der Beginn einer Revolution von Philippa Lowthorpe und das Filmdrama The Lost King von Stephen Frears tätig.

### Filmmusik
Die Filmmusik komponierte Volker Bertelmann, der zuletzt für den Abenteuerfilm Against the Ice von Peter Flinth, das Filmdrama War Sailor von Gunnar Vikene und das Kriegsdrama Im Westen nichts Neues von Edward Berger tätig war. Für letztere Arbeit wurde er 2023 sowohl im Rahmen der Verleihung der Oscars als auch bei den British Academy Film Awards und auch beim Deutschen Filmpreis 2023 ausgezeichnet. Das Soundtrack-Album mit insgesamt 26 Musikstücken soll am 5. Januar 2024 von Lakeshore Records als Download veröffentlicht werden.

### Marketing und Veröffentlichung
Der erste Trailer wurde Anfang September 2023 vorgestellt. Die Weltpremiere fand am 9. September 2023 beim Toronto International Film Festival statt. Ebenfalls im September 2023 wurde er bei der Filmkunstmesse Leipzig gezeigt. Die offizielle Europapremiere war am 12. Oktober 2023 beim London Film Festival. Am 1. Januar 2024 brachte Warner Bros Pictures den Film in die Kinos im Vereinigten Königreich. Ebenfalls im Januar 2024 wurde er beim Palm Springs International Film Festival gezeigt. Ende Januar, Anfang Februar 2024 wurde er beim Göteborg Film Festival gezeigt. Im Februar 2024 wird er beim Atlanta Jewish Film Festival und beim Santa Barbara International Film Festival vorgestellt. Die Rechte für die USA sicherte sich Bleecker Street. Der Kinostart dort erfolgte am 15. März 2024. Am 28. März 2024 kam der Film in die deutschen Kinos. Der erste deutsche Trailer wurde Mitte Februar 2024 vorgestellt.

## Rezeption

### Kritiken und Einspielergebnis
Von den bei Rotten Tomatoes aufgeführten Kritiken sind 90 Prozent positiv bei einer durchschnittlichen Bewertung mit 7,3 von 10 möglichen Punkten. Bei Metacritic erhielt der Film einen Metascore von 69 von 100 möglichen Punkten.
Isabella Soares schreibt bei collider.com, One Life sei insgesamt ein gelungenes Beispiel dafür, wie man einen Film dreht, der die Dinge einfach hält und die Details für sich selbst sprechen lässt. Nicholas Winton sei schließlich auch ein gewöhnlicher Mann gewesen, der durch seine Entscheidung etwas Außergewöhnliches zum Wohle der Menschheit getan hat. Die im Film erzählte Geschichte sei kraftvoll und könne das Publikum zu Tränen rühren, und die durchdachten kreativen Entscheidungen würden dieser Geschichte gerecht.
Die weltweiten Einnahmen des Films aus Kinovorführungen belaufen sich auf 56,5 Millionen US-Dollar. In Deutschland verzeichnet der Film 134.542 Besucher.

### Einsatz im Unterricht
Das Onlineportal kinofenster.de empfiehlt One Life ab der 9. Klasse für die Unterrichtsfächer Geschichte, Gesellschaftskunde, Ethik, Religion und Deutsch. Dort schreibt Christian Horn, als Vorbereitung für die Filmsichtung empfehle es sich, im Fach Geschichte den Kontext der Kindertransporte sowie den Themenkomplex Antisemitismus und Holocaust zu erarbeiten. Zudem lohne es sich, die Parallelen der im Film exemplarisch geschilderten Schicksale zu heutigen Migrationsgeschichten zu diskutieren.

### Auszeichnungen
Bei den British Academy Film Awards 2024 gelangte One Life in eine Longlist der besten britischen Filme, ebenso Anthony Hopkins als bester Nebendarsteller.
British Film Designers Guild Awards 2024
- Auszeichnung für das Beste Szenenbild in einem Historienfilm (Christina Moore, Aline Leonello & Philippa Hart)[27]

Miami Jewish Film Festival 2024
- Auszeichnung mit dem Publikumspreis[28]

Palm Springs International Film Festival 2024
- Auszeichnung als Bester Spielfilm mit dem Publikumspreis[29]

## Synchronisation
Die deutsche Synchronisation entstand nach einem Dialogbuch von Sabine Frommann und der Dialogregie von Monica Bielenstein im Auftrag der TaunusFilm Synchron GmbH in Berlin.
| Rolle               | Darsteller           | Synchronsprecher   |
| ------------------- | -------------------- | ------------------ |
| Nicky Winton        | Anthony Hopkins      | Kaspar Eichel      |
| Nicky Winton (jung) | Johnny Flynn         | Florian Clyde      |
| Trevor Chadwick     | Alex Sharp           | Henning Nöhren     |
| Babi Winton         | Helena Bonham Carter | Melanie Pukaß      |
| Grete Winton        | Lena Olin            | Marina Krogull     |
| Betty Maxwell       | Marthe Keller        | Monica Bielenstein |
| Doreen Warriner     | Romola Garai         | Manja Doering      |
| Esther Rantzen      | Samantha Spiro       | Gundi Eberhard     |
| Geoff               | Adrian Rawlins       | Axel Malzacher     |
| Hana Hejdukova      | Juliana Moska        | Denise Kanty       |
| Leadbetter          | Michael Gould        | Sven Brieger       |
| Martin Blake        | Jonathan Pryce       | Lutz Mackensy      |
| Martin Blake (jung) | Ziggy Heath          | Philipp Lind       |

## Drehbuchvorlage
- Barbara Winton: If it’s Not Impossible…: The Life of Sir Nicholas Winton. 2014.